# 禁じられた愛 (セレーナのアルバム)
『禁じられた愛』（きんじられたあい、スペイン語: Amor Prohibido） は1994年に発売されたセレーナによる4番目のアルバム。このアルバムは世界で2200万枚発売された。

## トラック
1. Amor Prohibido 禁じられた愛
2. No Me Queda Mas 何もない左の
3. Cobarde 憶病者
4. Fotos Y Recuredos 写真と思い出
5. El Chico Del Apartmento 512 アパートの512から男
6. Bidi Bidi Bom Bom ワンウィッシュ
7. Techno Cumbia テクノクンビア
8. Tus Desprecios あなたの貴重な
9. Si Una Vez もし私が一度
10. Ya No 私はもはやよ